# Chinatown (métro de Singapour)
La station MRT de Chinatown est une station d'échange souterraine de Mass Rapid Transit (MRT) sur les lignes Nord-Est (NEL) et Centre-ville (DTL) à Outram, Singapour. Il dessert l'enclave ethnique de Chinatown. Située à la jonction de la rue Eu Tong Sen, de la route New Bridge et de la rue Upper Cross, la gare est à proximité de plusieurs monuments, notamment le temple de la relique de la dent de Bouddha, la mosquée Masjid Jamae (Chulia), Chinatown Point et le People's Park Complex.
Annoncée pour la première fois comme station MRT People's Park en mars 1996, la station NEL était l'un des projets les plus difficiles entrepris lors de la construction de cette ligne. Elle impliquait de multiples déviations des routes principales et du canal Eu Tong Sen, en plus de la préservation du Garden Bridge. La station NEL est achevée le 20 juin 2003. En mars 2007, il est annoncé que le NEL échangerait avec le DTL à cette station. Les quais DTL de la station sont ouverts le 22 décembre 2013 dans le cadre de la phase 1 de la ligne.
Chacune des six entrées possède des structures en verre, l'entrée de la rue Pagoda ayant une structure de toit transparente de style pavillon et l'entrée DTL ayant une forme elliptique. La station présente deux œuvres d'art dans le cadre du programme Art-in-Transit du réseau MRT. Le hall et les quais du NEL présentent des calligraphies faisant partie de The Phoenix's-Eye Domain de Swie Hian Tan, tandis que les murs du hall du DTL présentent des œuvres d'art de cordes à linge faisant partie de Flying Colours de Cheo Chai Hiang.

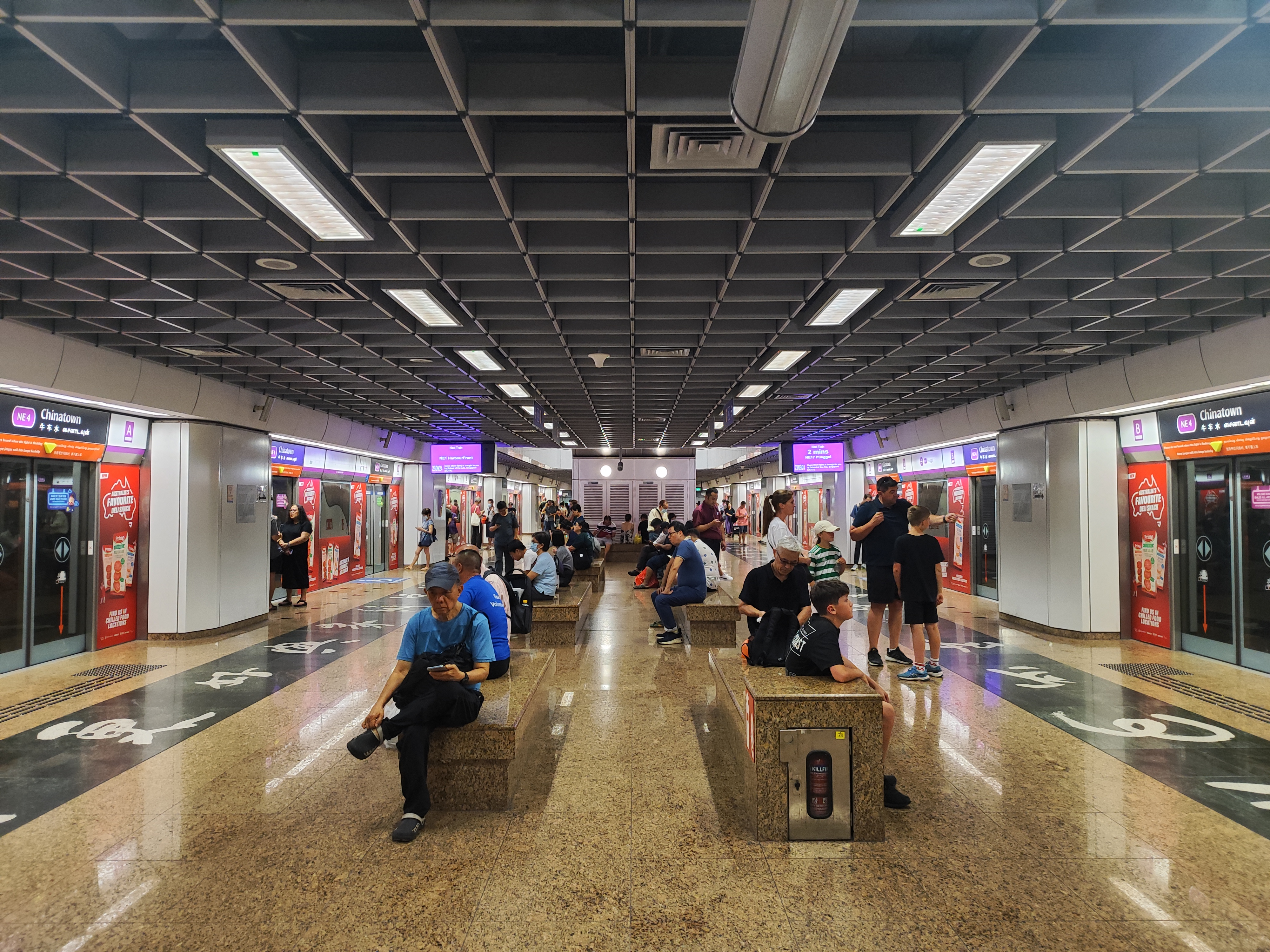
Niveau de la plateforme NEL

## Histoire

### Gare de la ligne Nord-Est (1996-2003)
La station Chinatown est annoncée pour la première fois comme station People's Park, avec les 15 autres stations de la ligne Nord-Est (NEL), par le ministre des Communications Mah Bow Tan le 4 mars 1996,. Le contrat pour la conception et la construction de la station (Contrat 709) est attribué à une coentreprise entre Gammon Construction et Econ Piling en juin 1997 pour un montant de 141,5 millions de dollars singapouriens (100 millions d'euros en 2024).
La construction de la gare NEL est l’un des projets les plus difficiles de la ligne. Des routes artérielles comme New Bridge Road, Eu Tong Sen Street et les rues adjacentes ont dû être détournées, fermées et rétablies à plusieurs reprises. Ces fermetures se sont déroulées en sept phases principales et en de nombreuses sous-étapes, de décembre 1997 à mars 2002. Les arrêts de bus ont dû être déplacés en conséquence. En raison des routes déviées et des barrières de chantier, les piétons ont dû emprunter des itinéraires plus longs autour du chantier pour atteindre leur destination souhaitée. De plus, les commerces du quartier ont été affectés par le bruit et la poussière de chantier, ce qui a entraîné une détérioration des produits et une baisse de la fréquentation,. Les entrepreneurs ont fait des efforts pour minimiser ces effets, notamment en utilisant des machines plus silencieuses et en nettoyant les véhicules sortant du chantier. Au cours du Nouvel An lunaire de 2001, un pont temporaire est construit pour relier les deux côtés de la rue Pagoda afin que les piétons puissent traverser le chantier d'entrée.
Suite à des consultations avec la communauté locale, la Land Transport Authority (LTA) a mis en œuvre des mesures telles que le déplacement des palissades de chantier pour maximiser l'espace de marche, la collaboration avec des artistes pour peindre les panneaux de chantier, la minimisation de l'espace de chantier à Pagoda Street et la rénovation du Garden Bridge pour permettre son intégration à la gare. Une station de taxi temporaire est installée à Upper Cross Street pour servir le développement commercial de Chinatown Point. La LTA construit également un escalier piétonnier temporaire reliant les magasins le long de New Bridge Road au Garden Bridge.
Avant la construction, les services publics du site ont dû être détournés pour un coût de 7 millions de dollars singapouriens (4,9 millions d'euros en 2024) afin qu'ils ne soient pas endommagés pendant la construction de la station. Les services publics ont dû être protégés ou remplacés pendant la manœuvre, ce qui a pris un certain temps en raison de la mauvaise documentation de l'emplacement des anciens tuyaux et câbles. Le canal Eu Tong Sen traversant le site de la station a dû être démantelé et détourné en quatre 300 mètres de tuyaux en acier de  pour relier les parties non affectées du canal. Il était prévu d'utiliser des poutres en acier pour soutenir le canal pendant l'excavation du sol et la construction de la station, mais cela risquerait d'endommager le canal, provoquant l'inondation du site. L'alternative la plus longue et la plus coûteuse consiste à détourner le canal de 2,1 mètres de diamètre, réduisant ces risques et permettrait un espace suffisant pour les machines de construction. Les ingénieurs de la LTA décident de mettre en œuvre cette alternative, qui est devenue l’un des plus grands projets de dérivation de drainage à Singapour. Les tuyaux ont été suspendus sous le tablier routier temporaire. Après la construction de la gare, le canal, désormais plus large et plus profond, a été reconstruit au-dessus de la gare.

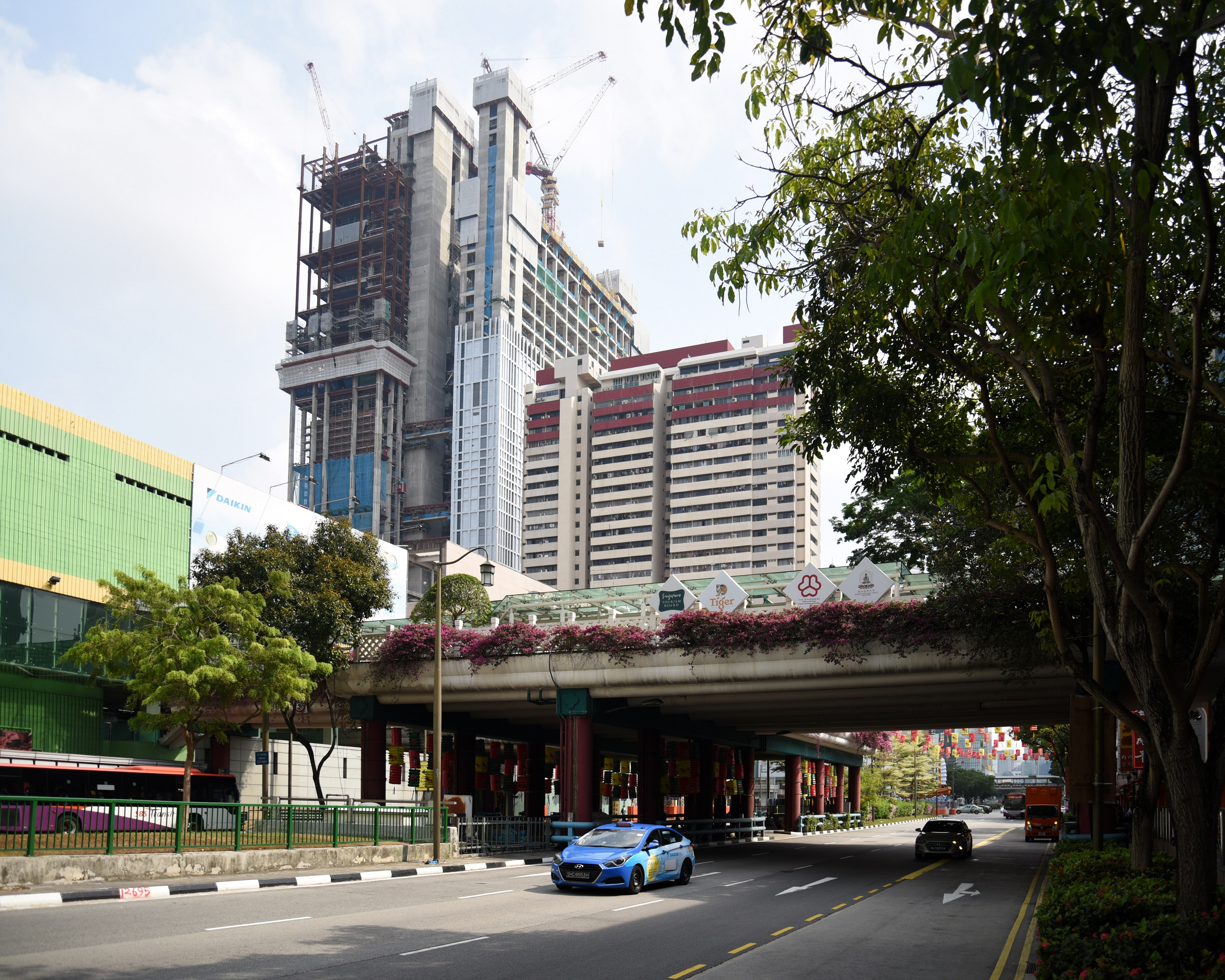
Le Garden Bridge (photographié en 2018) a été étayé pendant la construction.

La construction impliquait également la préservation du Garden Bridge car il s'agit d'un monument social et culturel de Chinatown. Initialement, il était prévu de démanteler le pont en raison des colonnes et des fondations qui gênaient les travaux du MRT, mais la LTA est revenue sur sa décision et a décidé de soutenir le pont à l'aide de fermes en acier massives. Certaines sections du support central du pont ont été coupées pour permettre plus d'espace pour une excavation et une construction efficaces. Les colonnes de soutien ont été reconstruites après l'achèvement de la station.
En raison de la présence d'argile marine molle au-dessus du sol sédimentaire stable, il y a eu quelques effondrements sur le site pendant la construction. Le 3 juillet 1999, une section inutilisée de l'ancien canal s'est effondrée, formant un trou de 3 mètres de profondeur. Plusieurs poutres en I, un compresseur et une petite machine, tombés dans le trou, ont été récupérés à l'aide d'une grue. Il a été découvert qu'une partie du sol s'était infiltrée à travers une brèche dans le mur d'enceinte de la station, provoquant l'effondrement de la structure. L'espace a été créé pour accueillir un tuyau d'égout. Dans la soirée du 22 novembre, une section de la rue Eu Tong Sen s'est effondrée et a été fermée, tout comme les rues voisines. L'effondrement a formé un trou de 3 mètres d'une profondeur allant jusqu'à 1 mètre . Personne n'a été blessé et les bâtiments environnants sont restés intacts. Le 2 décembre de cette année-là, une dépression de 2 centimètres, accompagnée de fissures, a été découverte sur la route à 15 mètres du site de l'effondrement, ce qui a entraîné une autre fermeture de route. La découverte a été faite lors d'une inspection des mouvements du sol au-dessus du tunnelier situé sous la rue. Une des voies est restée ouverte aux bus. La route a été creusée pour inspecter les conduites d'électricité, les câbles et les deux tuyaux en acier situés sous la route. Du ciment a été injecté dans le sol pour stabiliser le sol avant que la route ne soit rouverte à la circulation le 5 décembre.
À la mi-2002, les routes principales ont été rétablies et la plupart des travaux de construction ont été achevés,. Parallèlement à l'ouverture de la gare, les complexes commerciaux environnants, le People's Park Complex et le centre commercial OG, ont fait l'objet de rénovations et de réaménagements. L'ancien théâtre Majestic près de la gare a également été rénové et transformé en centre commercial,. Avec le début des services de la NEL le 20 juin 2003,, beaucoup attendaient à ce que la station apporte un développement supplémentaire à la région avec plus d'investissements et de fréquentation.

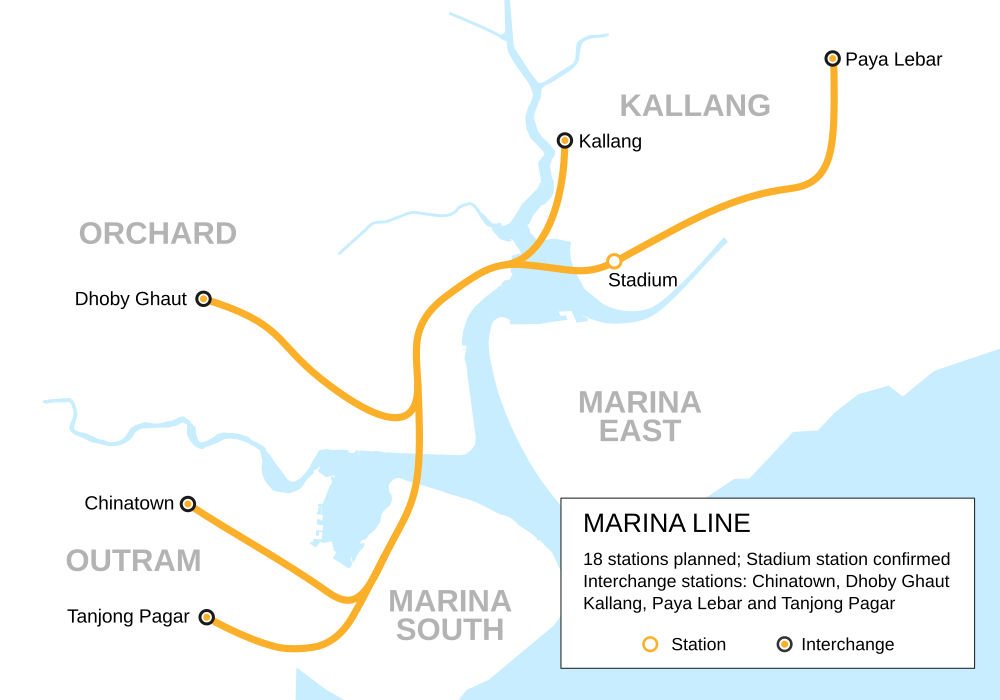
Carte prévue de la ligne Marina.

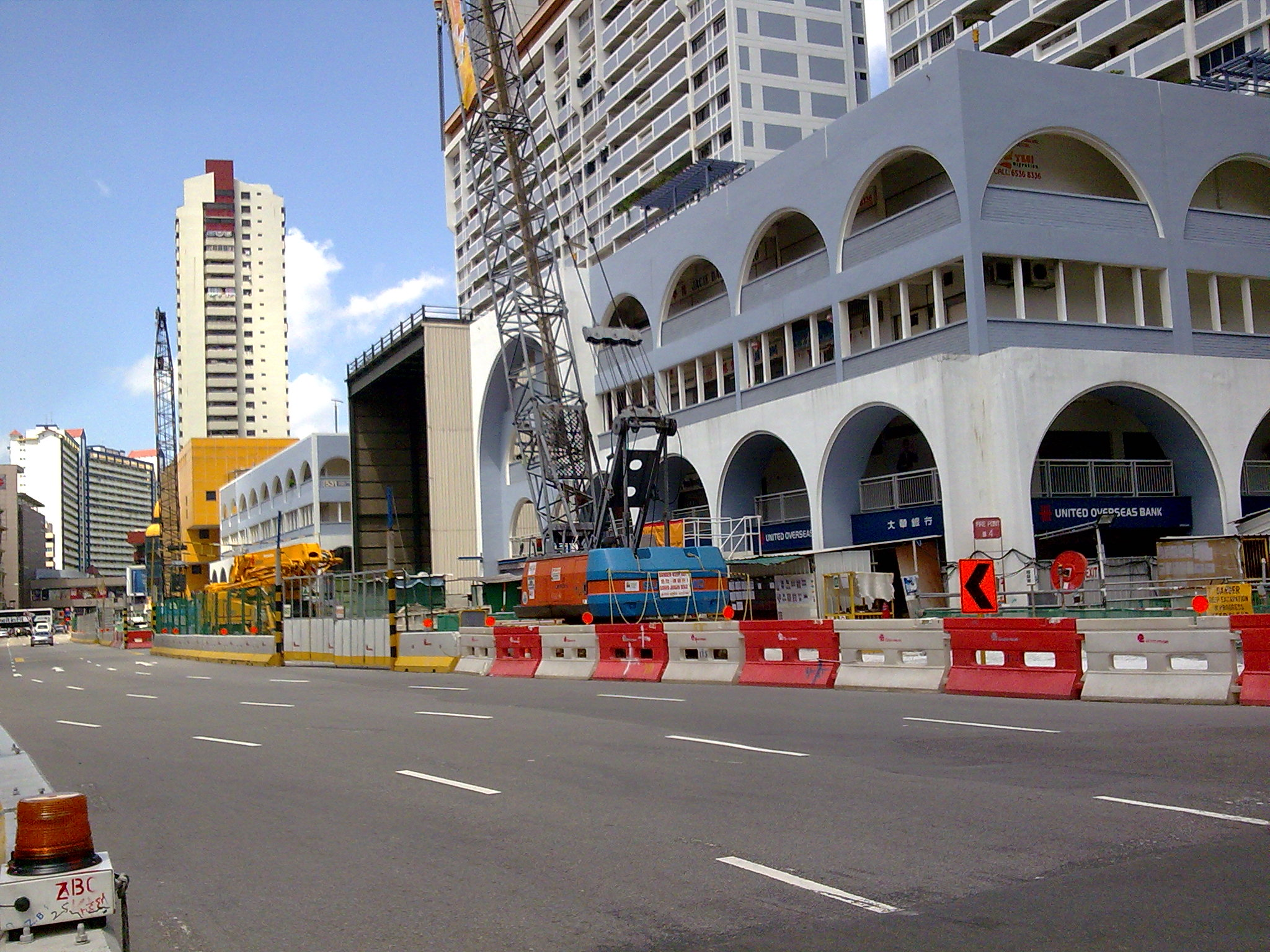
Chantier de construction DTL en décembre 2010.

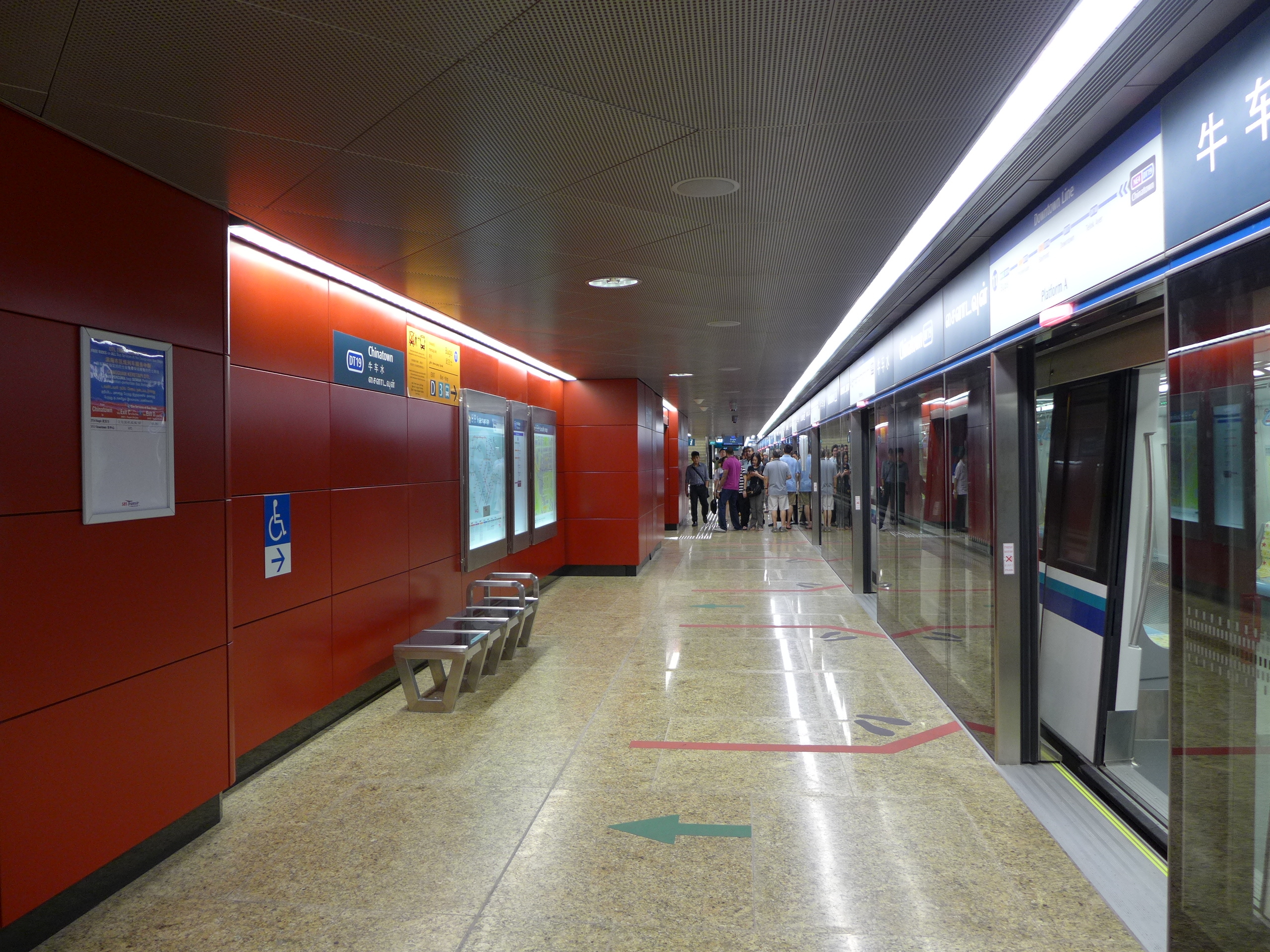
Niveau de la plateforme DTL.

### Station Downtown Line et autres projets (2007-2013)
Lors de la construction de la station NEL, des dispositions ont été prises pour que la station Chinatown soit reliée à une future ligne MRT. En octobre 1997, il a été annoncé que la station deviendrait le terminus de la ligne Marina proposée 12 kilomètres. Dans les plans ultérieurs, la succursale de Chinatown est supprimée. Le projet est réduit à six stations qui formeraient la première étape de la Circle Line (CCL),,.
Le 26 avril 2005, Today (un journal Singapouriens) rapporte que des tests de sol étaient en cours autour de la gare de Chinatown, soulevant des spéculations sur une éventuelle liaison ferroviaire entre Chinatown et Marina Bay via un nouveau centre-ville en développement. Cependant, la LTA indique qu'elle n'avait pas encore décidé si elle allait construire une telle ligne. Le 14 juin, la LTA annonce que la station Chinatown serait le terminus de l'extension du centre-ville (DTE) à partir de la station Milennia (maintenant Promenade),. La DTE, initialement prévue pour être une branche du CCL est revue pour devenir la première étape de la ligne Downtown (DTL) en 2007.
En préparation à la construction du DTL, les utilitaires sous Cross Street et Upper Cross Street se déplaçaient dans une tranchée de 500 mètres de long de Common Utility Trench (CUT). Le CUT profond de 7 mètres de large et 3,5 mètres de profondeur, situé le long de la rue Pickering et de la rue Church, a été construit en utilisant la méthode de coupe et de couverture. Le contrat de construction de CUT a été attribué à Hwa Seng Builder Pte Ltd le 18 août 2006 pour un montant de 6,4 millions de dollars (4,5 millions d'euros en 2024). Le contrat 909 pour la construction de la station DTL et des tunnels associés a été attribué à Gammon Construction pour un montant de 160,3 millions de dollars ( 113.3 millions d'euros en 2024) en août 2007,. Le 12 février 2008, la LTA a organisé une cérémonie à cette gare pour marquer le début de la construction du DTL.
Pendant les travaux, la circulation a été détournée vers Cross Street et Upper Cross Street de mars 2007 à fin juin 2008. La zone devant le complexe Hong Lim et Chinatown Point avait été fermée pour construire le mur de soutien de la gare et des tunnels. Par la suite, une section de Upper Cross Street entre le bâtiment Yue Hwa et le bloc 34 a été réalignée du 18 janvier 2010 jusqu'à l'achèvement de la station en 2013. Le 17 janvier 2013, le ministre des Transports de l'époque, Lui Tuck Yew, a visité la gare, où il a annoncé le plan directeur des transports terrestres de 2013. Une journée portes ouvertes a eu lieu le 7 décembre 2013,, avant que la station DTL ne commence ses opérations le 22 décembre,. La station était le terminus de la ligne jusqu'à l'ouverture de la station Expo de la DTL Stage 3 le 21 octobre 2017,.
L'extension des tunnels DTL de Chinatown à la station Fort Canning était un défi, en raison de l'espace étroit entre deux blocs du Housing and Development Board (HDB) et le tribunal d'État le long de la route. De plus, les entrepreneurs ont dû détourner la rivière Singapour pour la construction des tunnels. Les tunnels DTL ont dû être empilés pour surmonter les contraintes d'espace. Avant de décider de l'itinéraire à suivre pour traverser la rivière Singapour, 20 autres itinéraires de tunnel ont été envisagés par les ingénieurs de la LTA, mais ils ont été jugés trop dangereux ou trop dommageables pour l'environnement, ou les deux. Le détournement de la rivière était nécessaire car le creusement d'un tunnel en dessous risquait de provoquer un affaissement ou une inondation. Le tunnelier utilisé pourrait être obstrué par des débris restés coincés dans le lit de la rivière. Il y avait des réflexions sur la construction d'un barrage sur la rivière, mais cela aurait perturbé les activités commerciales et les activités des bateaux d'excursion le long de la rivière.
Le détournement de la rivière, qui a débuté en 2012, a nécessité le retrait d'éléments de la digue de la rivière, la construction d'une série de barrages, le renforcement du sol et l'excavation de 40x100x7 mètres de canal sur la rive ouest de la rivière. Après la construction du canal, une partie du cours original de la rivière a été drainée et remplie de terre pour la construction des tunnels. Les débris le long des tracés des tunnels ont été enlevés à l'aide d'engins de battage avant le début des travaux de creusement. Pour garantir que la construction ne polluerait pas la rivière (qui est reliée au réservoir de Marina), la LTA devait maintenir des débits hydrauliques adéquats. Après avoir foré la zone, la rivière a été réalignée sur son cours d'origine.
Le 9 décembre 2022, dans le cadre d'un exercice conjoint de préparation aux situations d'urgence mené par la LTA et l'opérateur ferroviaire SBS Transit, des contrôles de sécurité ont été effectués à la gare. Les usagers entrant dans la gare ont été redirigés vers un ensemble de portillons de péage près des sorties A et G, la sortie F étant fermée. De tels exercices ont été menés pour tester les protocoles de réponse établis et maintenir la vigilance pour des réponses plus rapides et plus efficaces en cas d’urgence et de situations de sécurité renforcée.

## Caractéristiques de la station

### Emplacement

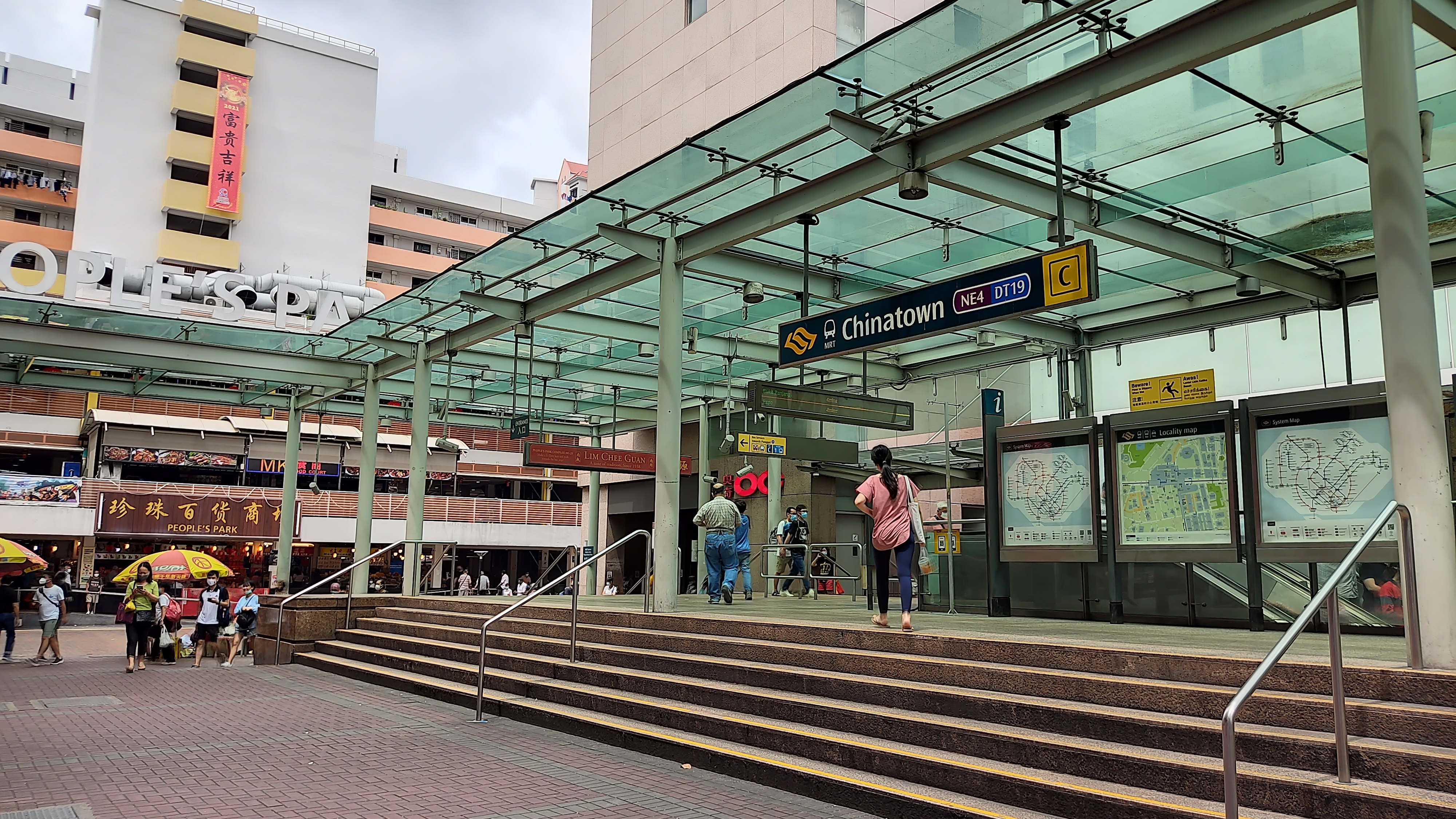
Sortie C de la gare.

La station est située dans l'enclave ethnique chinoise de Singapour, Chinatown. La station NEL est située sous terre entre Eu Tong Sen Street et New Bridge Road, tandis que la DTL se trouve sous Cross Street. Le site du NEL a été choisi pour éviter d'avoir à démolir les maisons de commerce et les bâtiments historiques de la région.
De plus, ce site de station est étroitement lié aux centres commerciaux et aux zones piétonnes animées, telles que Chinatown Point, Hong Lim Complex, People's Park Complex et The Majestic. Les sites touristiques environnants comprennent les sites religieux du temple de la relique de la dent de Bouddha, de la mosquée Masjid Jamae (Chulia), de l'église méthodiste de Fairfield, du temple Sri Mariamman et du temple Sri Layan Sithi Vinayagar. La gare dessert des équipements publics, notamment les tribunaux d'État, les tribunaux de la famille, le centre d'accueil des visiteurs de Chinatown et le centre communautaire Kreta Ayer.

### Services
La station Chinatown est desservie par les lignes NEL et DTL ; le code officiel de la station est NE4/DT19. Sur la NEL, la station se trouve entre les stations Outram Park et Clarke Quay, avec des trains circulant toutes les 2,5 à 5 minutes. Sur la DTL, la station se trouve entre les stations Telok Ayer et Fort Canning, avec des trains sur la ligne passant toutes les 2,5 à 5 minutes.

### Conception
La station possède deux niveaux souterrains et six entrées,. La station NEL a une longueur de 281 mètres et une profondeur de 25 mètres. La station est inhabituellement longue, ce qui permet des connexions vers divers lieux d'intérêt environnants. Faisant allusion à la « riche culture orientale » de la région, la gare est décorée de calligraphies chinoises sur les sols des quais et du hall, ainsi que d'une peinture murale sur le mur en face du hall. La station DTL est 450 mètres,.
La station NEL est désignée comme abri de la protection civile (CD),. Il est conçu pour accueillir au moins 7 500 personnes et résister aux frappes aériennes et aux attaques chimiques. Le matériel indispensable aux opérations dans l'abri CD est monté sur des amortisseurs pour éviter tout dommage lors d'un bombardement. Lorsque l'alimentation électrique du refuge est interrompue, des générateurs de secours permettent de poursuivre les opérations. L'abri dispose de chambres de décontamination intégrées et de toilettes sèches avec des bacs de collecte qui enverront les déchets humains hors de l'abri.
Les quais NEL et DTL sont accessibles aux fauteuils roulants. Un système tactile, composé de dalles à plots arrondis ou allongés, guide les usagers malvoyants à travers la station, avec des itinéraires dédiés qui relient les entrées de la station aux quais ou entre les lignes. Il y a des portillons plus larges qui permettent un accès plus facile aux utilisateurs de fauteuils roulants dans la gare.
La sortie A de la rue Pagoda présente une structure de toit transparente de style pavillon qui offre une vue dégagée sur les boutiques et permet à la lumière naturelle de pénétrer dans la gare. Comme la rue Pagoda se trouve dans une zone basse vulnérable aux inondations, l'entrée est dotée d'une barrière mécanique contre les inondations, éliminant ainsi le besoin d'élever l'entrée à un niveau qui obstruerait la vue sur la rue. Lors d'une inondation, l'eau s'écoulerait dans une chambre située sous le plancher de la barrière, provoquant la montée de la barrière contre le débordement. Les autres entrées de la station utilisent des structures en verre qui permettent une vue sur les développements environnants et l'éclairage naturel. La nouvelle entrée elliptique desservant la station DTL reflète la façade elliptique du complexe Hong Lim voisin.

## Œuvre d'art publique

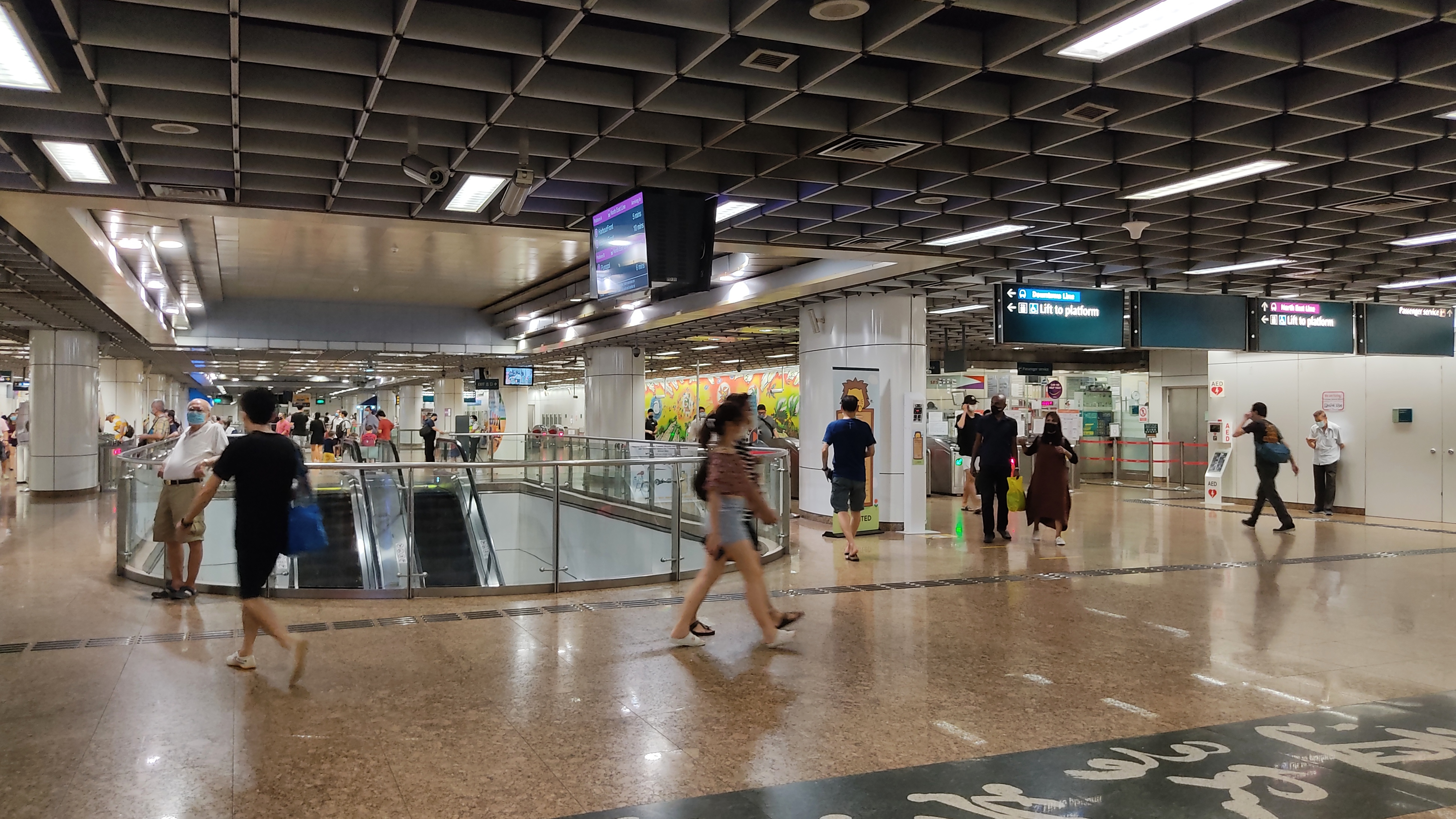
Calligraphie chinoise sur le sol du hall avec une fresque murale en arrière-plan.

La station présente deux œuvres d'art dans le cadre du programme Art-in-Transit du réseau MRT , une vitrine d’œuvres d’art publiques sur le réseau MRT.

### The Phoenix's-Eye Domain
The Phoenix's-Eye Domain de Swie Hian Tan est une peinture murale représentant le voyage des immigrants chinois de Singapour, complétée par un poème écrit en trois séries de distiques rimés. La fresque colorée, représentant un phénix en plein essor sous diverses formes, est exposée au niveau du hall de la gare NEL, tandis que le poème est gravé sur le sol des quais et du hall de la gare. L'artiste a voulu que le poème soit une « note de bas de page » de la peinture murale, tandis que la peinture murale est censée être une réalisation visuelle du poème,.
S'inspirant de la description du phénix mythique dans le texte classique chinois « Shan Hai Jing », l'artiste utilise le phénix comme symbole de persévérance et de force des premiers colons chinois. N'ayant pas l'intention d'utiliser uniquement des représentations reconnaissables du vieux Chinatown, Tan souhaitait capturer l'esprit durable et noble des ancêtres, qui sont représentés dans l'œuvre comme contribuant à la construction du Singapour moderne. Dans la peinture murale, le phénix vole au-dessus du front de mer de Singapour, situé à côté de deux rochers en forme de kris. Ces deux rochers, qui existaient autrefois au bord de l'eau, étaient utilisés comme indicateurs par les premiers navigateurs chinois, qui appelaient Singapour le « Dragon's Teeth Gate ». Sur le corps du phénix sont inscrits cinq caractères, chacun ayant une signification différente : la vertu, la droiture, la civilité, la bienveillance et la crédibilité, considérées comme les cinq valeurs fondamentales de l'homme.
Dans une autre section de l’œuvre, le phénix est représenté dans toute sa splendeur, entouré d’une myriade d’oiseaux. Cela devait être un signe de bon augure de la prospérité de Singapour. Dans le dernier segment de la fresque, les oiseaux et le phénix se combinent en un seul, symbolisant « l'énergie universelle » du cycle de la vie. Les coolies de la fresque sont représentés comme des hommes forts et victorieux dans le style grec classique plutôt que comme des ouvriers vaincus, car l'artiste estimait que les ouvriers étaient déjà bien bâtis. Avant que l’œuvre ne soit reproduite au Royaume-Uni, Tan a d’abord dessiné l’œuvre à la main. Au lieu de les diluer avec un médium à peinture, Tan a appliqué des peintures à l’huile et à l’acrylique directement sur la toile. Cela a été fait pour obtenir des transitions de couleurs vibrantes pour l’œuvre. Il était cependant difficile de reproduire ce traitement des couleurs lorsque la peinture murale était réalisée au Royaume-Uni. Grâce à l'expérimentation, l'entreprise spécialisée de Birmingham a adopté un procédé à sept couleurs pour reproduire fidèlement les couleurs de l'original sur l'œuvre finale en émail vitreux.
La poésie, composée dans une écriture calligraphique semi-cursive, emploie le distique, une paire de vers complémentaires placés côte à côte. La calligraphie a d'abord été écrite à l'encre sur du papier de riz avant d'être numérisée sur un ordinateur et reproduite sur un carreaux de granit de 1,2m2. Chacun des caractères chinois a été découpé dans des plaques grises et incrusté dans des plaques d'un ton plus foncé, creusées pour les caractères. Placer l’œuvre sur le sol était cependant considéré comme inhabituel, car les œuvres calligraphiques étaient généralement placées sur les murs dans des positions propices. Tan a expliqué que puisque la vie vient de la terre, la terre est aussi propice que le ciel. L'artiste avait l'intention de placer les personnages sur la même terre que celle sur laquelle les premiers colons avaient posé le pied.

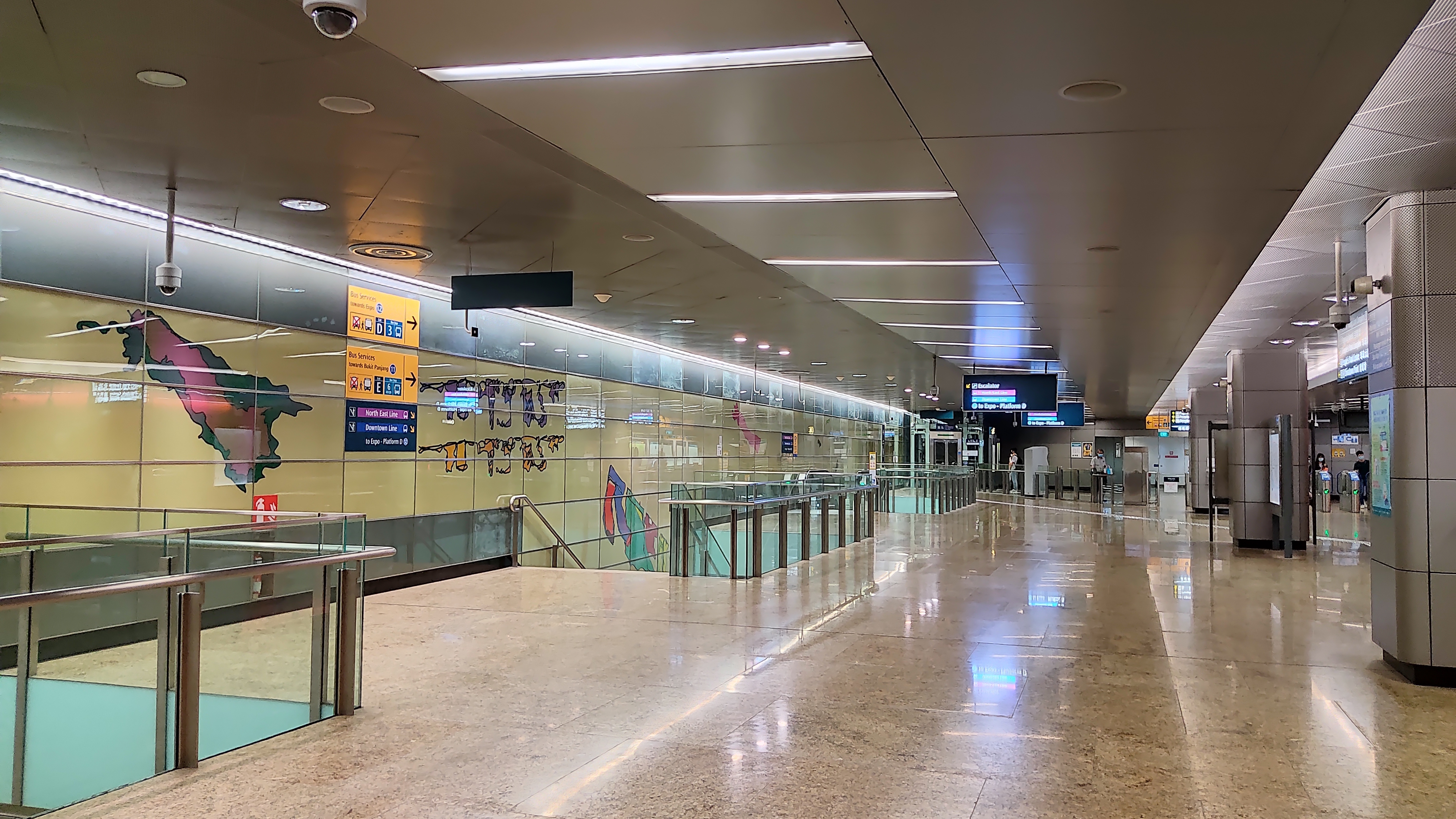
Flying Colours de Cheo Chai Hiang exposé au niveau du hall DTL.

### Flying Colours
Le niveau du hall DTL présente Flying Colours de Cheo Chai Hiang,. L'œuvre représente plusieurs cordes à linge, une scène représentant les immeubles de grande hauteur HDB de Singapour. Les cordes à linge changent légèrement lorsqu'elles sont vues sous différents angles (c'est-à-dire une impression lenticulaire ). L'artiste a cherché à transformer l'aspect « banal » du décor en quelque chose de « festif et de festif », tout en créant une illusion de vêtements « volant au vent »,. L'angle des cordes à linge dirige les voyageurs vers les quais.
L’œuvre DTL a suscité des réactions mitigées de la part d’autres artistes. Jeremy Sharma, l'artiste de Holland Beat à la station Holland Village, a considéré l'œuvre comme « originale et attrayante avec beaucoup d'humour ludique ». D'un autre côté, Yek Wong, l'artiste qui a créé l'œuvre d'art à la gare One-North, a estimé que l'œuvre ne correspondait pas tout à fait au concept et a suggéré qu'elle pourrait être plus « visuellement attrayante ».